# Ернст Шлеммер
Ернст Шлеммер (нім. Ernst Schlemmer; нар. 8 липня 1889, Вельштайн — пом. 2 червня 1949, Гайдельберг) — німецький воєначальник часів Третього Рейху, генерал-лейтенант (1942) Вермахту. Учасник Першої та Другої світових воєн.

## Біографія
Ернст Шлеммер, син старшого офіцера митниці, приєднався до Королівської баварської армії фенрихом восени 1909 року та вступив до лав 18-го Королівського баварського піхотного полку «Принц Людвіг Фердинанд». Навчався в Мюнхенській військовій школі, яку успішно закінчив 26 жовтня У 1911 році, отримавши звання лейтенанта та був призначений офіцером до піхотної роти. Брав участь у Першій світовій війні, бився на Західному фронті. 9 липня 1915 року отримав звання оберлейтенанта. 8 травня 1916 року його призначили командиром 6-го парку армійських авіацій, і працював тут в інспекторському штабі баварських авіаційних військ до переведення 11 липня 1918 року. Він залишався тут, доки його 30 липня 1919 року не перевели на авіабазу Шляйсгайм. Він отримав звання гауптмана, але 31 березня 1920 року був звільнений зі служби на етапі формування рейхсверу.
Ернст Шлеммер перейшов до державної поліції Баварії в чині гауптмана поліції і з 1 жовтня 1922 року працював у державній поліції Ліндау. 1 червня 1932 року він отримав звання майора Мюнхенської державної поліції. 1 вересня 1934 року продовжив службу у штабі III. батальйону 19-го (баварського) піхотного полку. 1 жовтня 1935 року був прийнятий в армію в чині оберстлейтенанта. Тепер він був призначений до полкового штабу мюнхенського гірсько-піхотного полку в Кемптені, а 6 жовтня 1936 року був призначений командиром 100 гірсько-піхотного полку в Бад-Райхенгаллі як наступник Рудольфа Конрада. 1 січня 1937 року отримав звання оберста, на початку листопада 1938 року він передав своє командування Губерту Ланцу й став командиром 137-го гірського піхотного полку в Лінці.
На початку Другої світової війни Ернст Шлеммер очолив свій полк у наступі на Польщу у складі 2-ї гірської дивізії. Наприкінці лютого 1940 року він залишив своє командування і був призначений командиром щойно сформованого 136-го полку гірської піхоти в Інсбруку. Підвищений тут до генерал-майора 1 грудня 1940 року, він склав своє командування в середині лютого 1941 року і був відправлений у резерв фюрера.
На початку березня 1941 року він був призначений командиром 2-ї гірської дивізії, змінивши на посаді генерал-лейтенанта Валентіна Форштайна. Шлеммер очолював цю дивізію на найпівнічнішій ділянці фронту в Лапландії. Приблизно через рік він передав командування оберсту Георгу Ріттеру фон Генглю і знову був зарахований до командного резерву. Наприкінці серпня 1942 року він був направлений до німецького штабу зв'язку при Альпійському корпусі. 1 грудня 1942 року отримав звання генерал-лейтенанта, а на початку лютого 1943 року він був повернутий у резерв фюрера. У середині травня 1943 року він став командиром новосформованої дивізії № 418 у Клагенфурті. Наприкінці жовтня 1943 року був знову переведений до командного резерву. Наприкінці листопада 1943 року прибув до штабу зв'язку Люфтваффе у Римі. 23 січня 1944 року Шлеммера призначили начальником штабу Міланської секції, а в середині березня 1944 року — командиром 397-ї польової комендатури (Oberfeldkommandantur 397 (OFK 397). Очолював це командування до кінця Другої світової війни.
Коли Вермахт капітулював, Ернст Шлеммер потрапив у полон до союзників у травні 1945 року. Звідти його звільнили 1 липня 1947 року. Він помер майже через два роки.
Він одружився з Терезією Мюллерайзерт у 1929 році і був старшим братом Ганса Шлеммера, генерала гірських військ.